# Gabriel Deck
Gabriel Deck, né le 8 février 1995, à Añatuya, en Argentine, est un joueur argentin de basket-ball. Il évolue aux postes d'ailier et d'ailier fort.

## Biographie
Lors de la saison 2016-2017, Deck remporte le championnat d'Argentine avec San Lorenzo de Almagro et il est élu MVP du championnat.
Lors de la saison 2017-2018, Deck remporte la Liga de las Américas avec San Lorenzo de Almagro. Il est nommé meilleur joueur de la finale de la compétition. En Argentine, il remporte le championnat et est élu MVP.
À l'été 2018, Deck rejoint le Real Madrid avec lequel il signe un contrat de trois ans.
En avril 2021, il quitte le Real Madrid en pleine saison et s'engage avec le Thunder d'Oklahoma City pour un contrat de 14,5 millions de dollars sur quatre ans. Il est coupé le 4 janvier 2022.
Deck revient au Real en janvier 2022 et y signe un contrat sur plusieurs saisons.

## Palmarès
- Champion d'Argentine : 2015, 2017, 2018
- Vainqueur de la Liga de las Américas : 2018
- Finaliste du championnat des Amériques 2015
- Meilleur marqueur du championnat du monde des moins de 17 ans 2012
- Finaliste de la Coupe du monde 2019
- Champion d'Espagne en 2022, 2024 et 2025
- Vainqueur du championnat des Amériques 2022
- Vainqueur de la coupe du Roi en 2024.